# Ipomoea rosea
Ipomoea rosea är en vindeväxtart som beskrevs av Jacques Denys Denis Choisy. Ipomoea rosea ingår i släktet praktvindor, och familjen vindeväxter. Inga underarter finns listade i Catalogue of Life.